# Slaget vid Parkumäki
Slaget vid Parkumäki var ett fältslag under Gustav III:s ryska krig, där Sverige besegrade Ryssland.
Knappt hade den ryske generalen Ivan Ivanovitj Michelson dragit sig tillbaka, förrän Stedingk började gå anfallsvis till väga. Natten till den 21 juli kringgick han med 1 100 man ryske generalen Schultz, som med 1 000 man stod vid Parkumäki, medan 500 man av hans styrka stannat vid Piuko pass. Vid båda ställningarna blev han överrumplad, förlorade 650 man, två fanor, hela sitt artilleri och sin tross, varemot svenskarnas förlust uppgick till endast 186 man. För denna sin seger vid Parkumäki blev Stedingk befordrad till generalmajor. Vid slaget var också Johan Fredrik Aminoff som fick Svärdsorden av Gustav III för sina insatser.